# Verkehrsbetrieb LIECHTENSTEINmobil
Der Verkehrsbetrieb LIECHTENSTEINmobil (kurz: LIEmobil, Initialen: VLM) betreibt den öffentlichen Personennahverkehr in Liechtenstein. Das Unternehmen ist seit dem 1. Januar 2012 als Nachfolgeorganisation der Liechtenstein Bus Anstalt (kurz: LBA) tätig. Das bekannteste Produkt von LIEmobil ist der Liechtenstein Bus, welches den Busverkehr Liechtensteins bezeichnet. Das Unternehmen hat seinen Sitz in Schaan.
Finanziert wird die LIEmobil zu 76 % durch staatliche Zuschüsse, welche im Jahr 2021 knapp 14,5 Millionen CHF betrugen. Die restlichen 24 % werden durch Tarifeinnahmen erzielt.

## Liechtenstein Bus

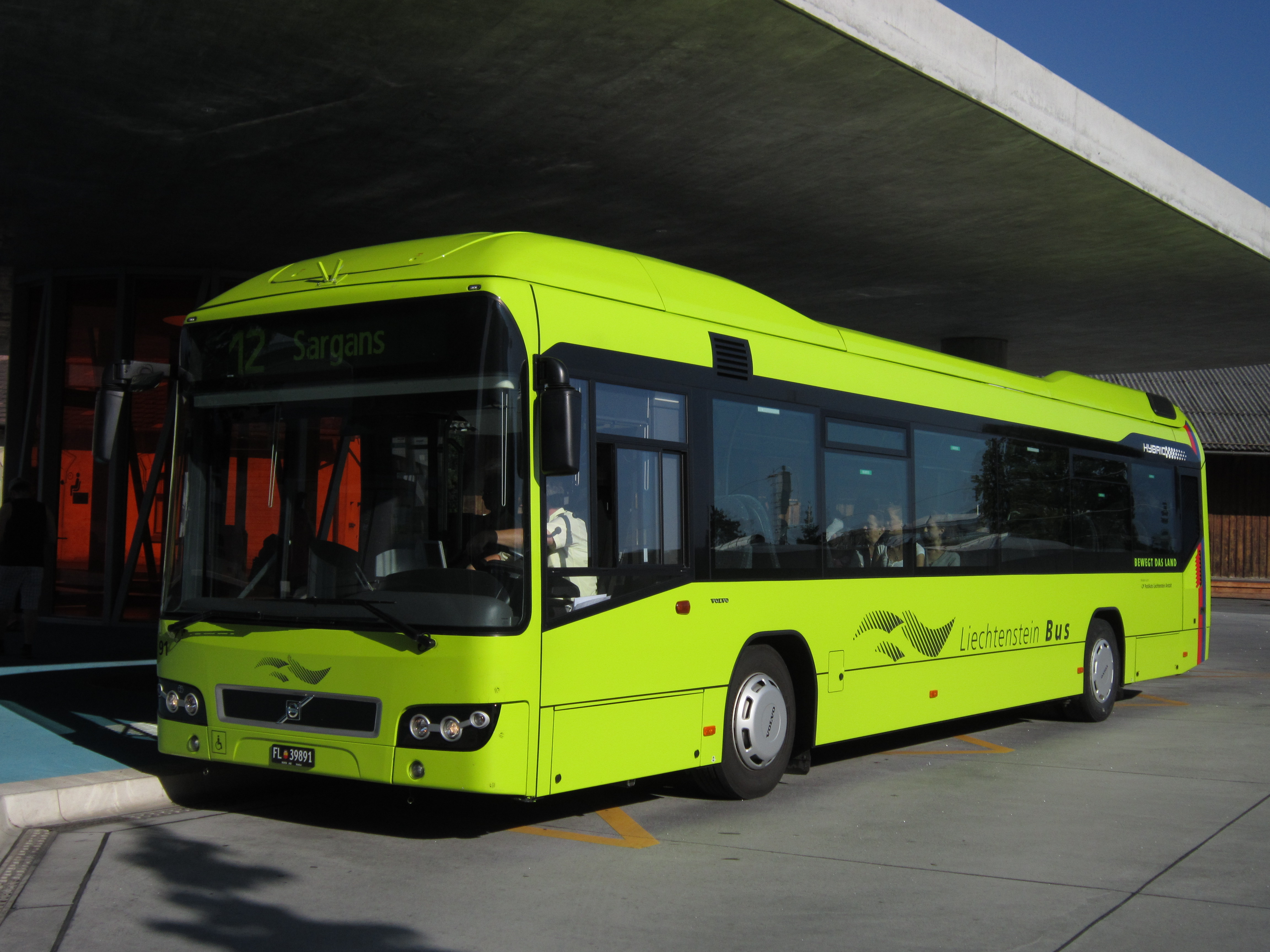
Ein Volvo 7700 Hybrid an der Haltestelle Schaan Bahnhof

Das Logo von Liechtenstein Bus

LIEmobil plant lediglich die Gestaltung des öffentlichen Verkehrs in Liechtenstein. In verschiedenen Ausschreibungen hat LIEmobil insgesamt fünf Unternehmen beauftragt, den Auftrag durchzuführen. Der grösste Auftragsnehmer ist die BOS PS Anstalt, ein Tochterunternehmen der Bus Ostschweiz AG und der Philipp Schädler Anstalt.

### Geschichte

Streckennetz im Fahrplanjahr 2018/19 (vereinfacht)

Vor 2000, dem Jahr, in dem die Liechtenstein Bus Anstalt (verkürzt LBA) gegründet wurde, mit dem Ziel, den ÖPNV in Liechtenstein zu organisieren, stellte die Post den Betrieb des Nahverkehrs sicher. Damals waren zwei Postautohalter von der schweizerischen Post beauftragt worden, diverse Fahrzeuge bereitzustellen und die Fahrgäste zu befördern: die Otto Frommelt Anstalt in Vaduz und die Ivo Matt AG in Mauren. Bis zu diesem Zeitpunkt fuhren die Busse mit der bekannten Postauto-Lackierung.
Nach der Gründung der LBA schrieb diese die Leistungen für die Jahre 2001 bis 2011 aus. Die Mindestanforderungen waren, dass mindestens 49 Fahrzeuge und 60 Wagenführer zur Verfügung standen. Von den zwei bisherigen Unternehmen erfüllte keines die Anforderungen. Insgesamt haben sich 8 Unternehmen aus dem ganzen deutschsprachigen Raum für den Auftrag beworben. Die Verwaltungsräte der LBA entschieden sich für die Postauto Schweiz, welche zu 95 Prozent alle Kriterienpunkte erfüllte. Postauto Schweiz eröffnete eine Geschäftsstelle in Triesen. Zudem wurden 18 neue Erdgas-Busse des Types MAN NÜ 313 und ein Gelenkbus MAN NG 313 bestellt. Die neuen Busse fuhren nicht mehr in den Postauto-Farben, sondern mit einem grün-gelben Farbton, der umgangssprachlich als LIME bezeichnet wird. Von den ehemaligen Postautohaltern konnte nur einer von der neuen Strukturierung profitieren, nämlich Ivo Matt. Postauto vergab den Auftrag weiter an dieses Unternehmen, sodass alle Busse zusätzlich die Aufschrift „Busbetrieb: Ivo Matt AG, Mauren“ erhielten, weil die Chauffeure bei diesem Unternehmen angestellt waren und Fahrzeuge Ivo Matt gehörten. Da sich Otto Frommelt nicht für eine Zusammenarbeit mit der Postauto interessierte, ging er leer aus. Die Chauffeure und ein Teil der Fahrzeuge wurden an Ivo Matt übergeben. Seitdem konzentriert sich Otto Frommelt Anstalt auf den Reiseverkehr. Des Weiteren hat die Postauto den Auftrag angenommen, Schulbusse anzubieten. Neben der Postauto Schweiz gab es weitere Unternehmen, welche kleinere Aufträge erhielten: Die Philipp Schädler Anstalt wurde beauftragt, die Linie 22 Triesenberg – Gaflei zu befahren. Die Markus Jehle Anstalt durfte die Linie 26 Schaan – Planken bedienen.
Von 2001 bis 2011 hatte die Postauto, bzw. der Auftragnehmer Ivo Matt, den grössten Teil des Liniennetzes in Liechtenstein in ihrer Hand. Während dieser Zeit wurden diverse neue Busse beschafft, um zum Teil 30-jährige Fahrzeuge zu ersetzen. Gekauft wurden MAN-Busse des Typs Lion’s City und Busse des Typs Citaro von Mercedes-Benz.
2010 schrieb die LBA die Aufträge neu aus, da der Vertrag mit den jeweiligen Auftragnehmern nur bis 2011 galt. Zu den Bewerbern gehören unter anderem alle Unternehmen, die bis zu dieser Zeit einen Auftrag erfüllen mussten. Neu bewarb sich auch Ivo Matt separat, da die Postauto Schweiz angekündigt hatte, sich selbst zu bewerben und bei einem Zuschlag die Fahrer und Busse, die Ivo Matt gehörten, zu übernehmen. Wie auch vor zehn Jahren hatte die Postauto Schweiz den grössten Zuschlag erhalten und übernahm alle Fahrer und Busse von Ivo Matt. Mit der Annahme des Vertrags wurde die PostAuto Liechtenstein Anstalt in Liechtenstein gegründet, die das Regionalzentrum des Postautos Liechtenstein ersetzte. Es wurden wiederum neue Busse gekauft, welche die alten MAN-Erdgasbusse ersetzten. Insgesamt hatte Postauto Liechtenstein 39 Fahrzeuge. Der Vertrag lief mindestens bis 2017, drei weitere Jahre waren optional möglich. Jedoch ging Ivo Matt nicht ganz leer aus. Er erhielt den Auftrag, den Ortsbus Triesen (Linie 40) und drei von vier Nachtlinien in Liechtenstein zu bedienen. Eine weitere Nachtlinie wird von Postauto Liechtenstein betrieben. Die Linien 22 und 26 werden weiterhin von den gleichen Unternehmen bedient, wie schon 2001 beschlossen wurde. Der neue Betriebshof der Postauto wurde im April 2012 eröffnet und beheimatet alle ihre Busse.
Per Fahrplanwechsel Ende 2013 haben sich nebst den Fahrplänen auch die Durchführung der von LIEmobil ausgeschriebenen Aufträge verändert. LIEmobil hat erstmals eine eigene Linie übernommen, die Linie 26. Aus diesem Anlass hat man sich einen neuen Hess-Bus gekauft, der nur auf dieser Linie zu finden ist. Der Ortsbus Triesen sowie die Nachtlinie N2, die zuvor von Ivo Matt bedient wurden, wurden an die Postauto Liechtenstein vergeben.
Im Dezember 2021 lief der Transportvertrag zwischen LIEmobil und der damaligen Betreiberin des Linienverkehrs, der Postauto Liechtenstein, aus. Die Ausschreibung gewann im Spätherbst 2020 eine Bietergemeinschaft aus der Bus Ostschweiz und der Philipp Schädler Anstalt. Zum Liniennetz gehören unter anderem die neue Linie 37 von Sennwald nach Ruggell, Bendern, Eschen und Nendeln sowie die Verlängerung der Linie 36E von Ruggell über Gisingen nach Feldkirch. Das Fahrpersonal wurde nach dem Betreiberwechsel vom neuen Anbieter weiterbeschäftigt. Mit der neuen Betreiberin des Linienbusverkehrs in Liechtenstein ging die 100-jährige Ära von Postauto im Land zu Ende.

### Liniennetz

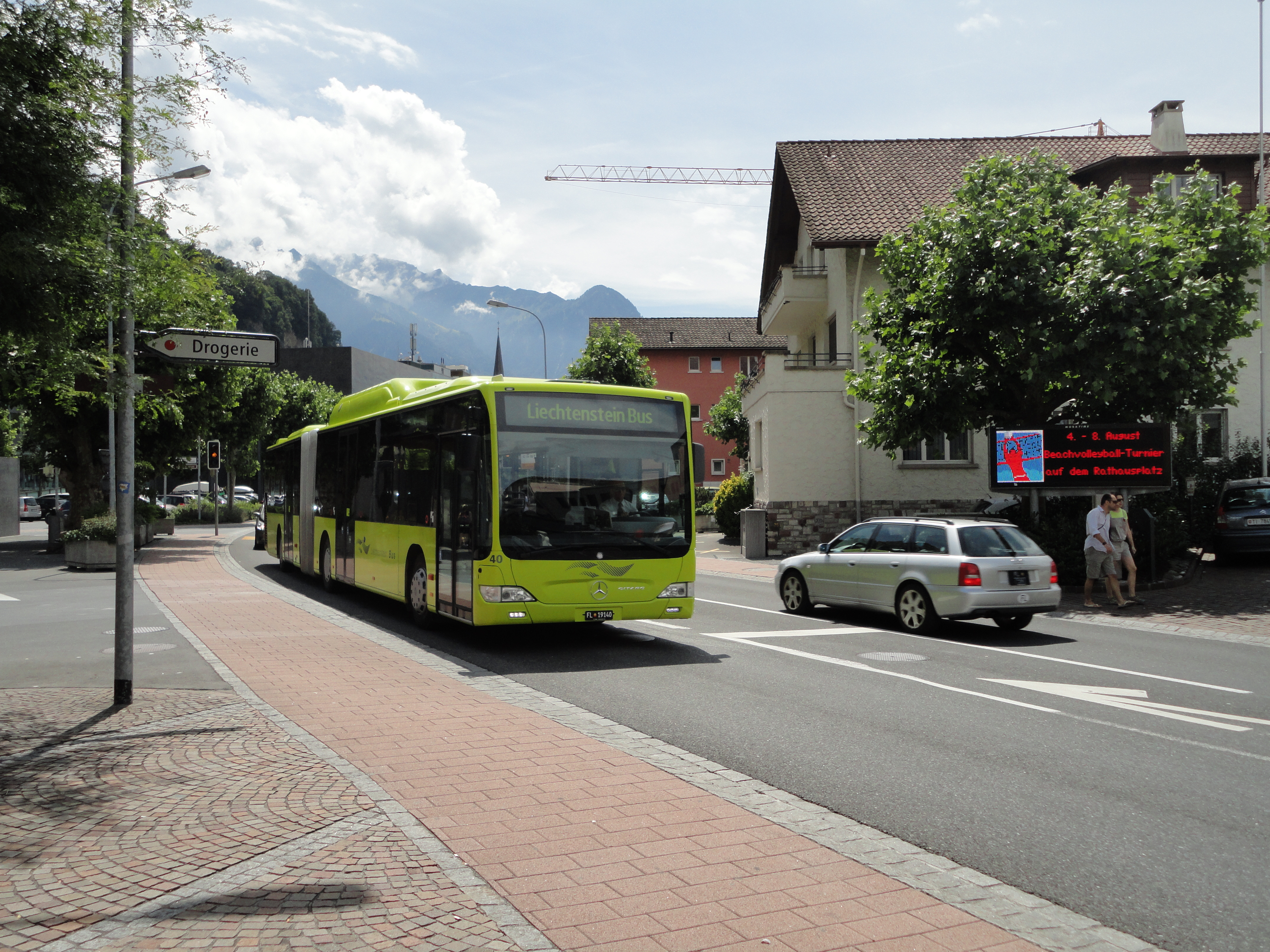
Ein Mercedes-Benz Citaro G CNG (Baujahr 2009) in Vaduz

| Linie | Strecke | Takt                              | Takt       | Takt      | Takt     | Durchgeführt von                   |
| Linie | Strecke | Abschnitt                         | Mo–Fr HVZ  | Mo–Fr NVZ | Sa/So    | Durchgeführt von                   |
| ----- | --- | --------------------------------- | ---------- | --------- | -------- | ---------------------------------- |
| 11    | Sargans – Trübbach – Balzers – Triesen – Vaduz – Schaan – Bendern – Eschen – Mauren – Schaanwald – Tisis – Feldkirch                    |                                   | 30'        | 30'       | 30'      | BOS PS Anstalt                     |
| 12    | (Triesen – Vaduz –) Schaan – Buchs | Triesen – Schaan                  | 30'        | –         | –        | BOS PS Anstalt / Bus Ostschweiz AG |
| 12    | (Triesen – Vaduz –) Schaan – Buchs | Schaan – Buchs                    | 10'/20'    | 15'       | 30'      | BOS PS Anstalt / Bus Ostschweiz AG |
| 12E   | Sargans – Trübbach – Balzers – Triesen – Vaduz                                                                                          |                                   | 30'        | 60'       | –        | BOS PS Anstalt                     |
| 13    | (Trübbach –) Balzers – Triesen – Vaduz – Schaan – Nendeln – Eschen – Mauren – Schaanwald (– Tisis – Feldkirch)                          | Trübbach – Balzers                | 30' 1      | –         | –        | BOS PS Anstalt                     |
| 13    | (Trübbach –) Balzers – Triesen – Vaduz – Schaan – Nendeln – Eschen – Mauren – Schaanwald (– Tisis – Feldkirch)                          | Balzers – Schaan                  | 30'        | 30'       | –        | BOS PS Anstalt                     |
| 13    | (Trübbach –) Balzers – Triesen – Vaduz – Schaan – Nendeln – Eschen – Mauren – Schaanwald (– Tisis – Feldkirch)                          | Schaan – Eschen                   | 30'        | 30'       | 30'      | BOS PS Anstalt                     |
| 13    | (Trübbach –) Balzers – Triesen – Vaduz – Schaan – Nendeln – Eschen – Mauren – Schaanwald (– Tisis – Feldkirch)                          | Eschen – Schaanwald               | 30'        | 30'       | –        | BOS PS Anstalt                     |
| 13    | (Trübbach –) Balzers – Triesen – Vaduz – Schaan – Nendeln – Eschen – Mauren – Schaanwald (– Tisis – Feldkirch)                          | Schaanwald – Feldkirch            | 30' 1      | –         | –        | BOS PS Anstalt                     |
| 13E   | Balzers – Triesen – Vaduz – Schaan – Nendeln – Eschen – Mauren                                                                          |                                   | 30'        | –         | –        | BOS PS Anstalt                     |
| 14    | (Vaduz –) Schaan – Nendeln – Schaanwald – Tisis – Feldkirch                                                                             | Vaduz – Schaan                    | 30'        | –         | –        | BOS PS Anstalt                     |
| 14    | (Vaduz –) Schaan – Nendeln – Schaanwald – Tisis – Feldkirch                                                                             | Schaan – Feldkirch                | 30'        | 30'       | 30'      | BOS PS Anstalt                     |
| 21    | Vaduz – Triesenberg (– Steg – Malbun)                                                                                                   | Vaduz – Triesenberg               | 30'        | 30'       | 30'      | BOS PS Anstalt                     |
| 21    | Vaduz – Triesenberg (– Steg – Malbun)                                                                                                   | Triesenberg – Malbun              | 30'/60'    | 30'/60'   | 30'/60'  | BOS PS Anstalt                     |
| 22    | Triesenberg – Masescha – Gaflei |                                   | 60'/120'   | 60'/120'  | 60'/120' | Philipp Schädler Anstalt           |
| 24    | Vaduz – Sevelen |                                   | 30'        | –         | –        | BOS PS Anstalt                     |
| 26    | Schaan – Planken |                                   | 60'        | 60'       | 60'      | LIEmobil / Adera AG                |
| 31    | Eschen – Bendern – Gamprin – Ruggell |                                   | 60'        | 60'       | 60'      | BOS PS Anstalt                     |
| 32    | Eschen – Bendern – Gamprin – Ruggell (– Schellenberg – Hinterschellenberg)                                                              |                                   | 60'        | 60'       | 60'      | BOS PS Anstalt                     |
| 33    | Mauren – Schellenberg (– Hinterschellenberg)                                                                                            | Mauren – Schellenberg             | 30'        | 60'       | 60'      | BOS PS Anstalt                     |
| 33    | Mauren – Schellenberg (– Hinterschellenberg)                                                                                            | Schellenberg – Hinterschellenberg | 30'        | –         | –        | BOS PS Anstalt                     |
| 35    | (Nendeln – Eschen –) Bendern – Gamprin – Schellenberg – Hinterschellenberg                                                              | Nendeln – Bendern                 | 30'        | –         | –        | BOS PS Anstalt                     |
| 35    | (Nendeln – Eschen –) Bendern – Gamprin – Schellenberg – Hinterschellenberg                                                              | Bendern – Hinterschellenberg      | 30'        | 60'       | 60'      | BOS PS Anstalt                     |
| 36E   | (Triesen –) Vaduz – Schaan – Bendern – Ruggell – Nofels – Gisingen – Feldkirch                                                          | Triesen – Vaduz                   | vereinzelt | –         | –        | BOS PS Anstalt                     |
| 36E   | (Triesen –) Vaduz – Schaan – Bendern – Ruggell – Nofels – Gisingen – Feldkirch                                                          | Vaduz – Schaan                    | 30' 2      | –         | –        | BOS PS Anstalt                     |
| 36E   | (Triesen –) Vaduz – Schaan – Bendern – Ruggell – Nofels – Gisingen – Feldkirch                                                          | Schaan – Bendern                  | 30'        | –         | –        | BOS PS Anstalt                     |
| 36E   | (Triesen –) Vaduz – Schaan – Bendern – Ruggell – Nofels – Gisingen – Feldkirch                                                          | Bendern – Feldkirch               | 30' 2      | –         | –        | BOS PS Anstalt                     |
| 37    | Sennwald – Ruggell – Gamprin – Bendern – Eschen – Nendeln 3                                                                             |                                   | 30'        |           |          | BOS PS Anstalt                     |
| 40    | Ortsbus Triesen: Triesen – Vaduz – Triesen                                                                                              |                                   | 30'        | –         | –        | BOS PS Anstalt                     |
| 44    | Ortsbus Vaduz |                                   | 30'        | 30'       | 30'      | Philipp Schädler Anstalt           |
| 46    | Ortsbus Balzers |                                   | 30'        | 30'       | 60'      | BOS PS Anstalt                     |
| 70    | Schaan – Bendern – Eschen – Nendeln – Schaanwald – Tisis – Feldkirch – Levis – Altenstadt – Rankweil – Sulz – Röthis – Weiler – Klaus 4 |                                   | 30'        | –         | –        | Landbus Oberes Rheintal            |
| N1    | Feldkirch – Schaanwald – Mauren – Eschen – Bendern – Schaan – Vaduz – Triesen – Balzers                                                 |                                   |            |           |          | BOS PS Anstalt                     |
| N2    | Sargans – Trübbach – Balzers – Triesen – Vaduz – Schaan – Nendeln – Eschen – Mauren – Schaanwald – Feldkirch                            |                                   |            |           |          | BOS PS Anstalt                     |
| N3    | Buchs – Schaan – Vaduz – Triesenberg |                                   |            |           |          | BOS PS Anstalt                     |
| N4    | Schaan – Bendern – Gamprin – Ruggell – Schellenberg – Hinterschellenberg                                                                |                                   |            |           |          | BOS PS Anstalt                     |

### Fuhrpark
Der Fuhrpark besteht, inklusive Ski- und Schulbus, aus rund 50 Fahrzeugen.

#### Standard- und Gelenkbusse
- MAN Lion’s City Ü CNG
- MAN Lion’s City G CNG
- MAN Lion’s City DD
- Mercedes-Benz Citaro Ü
- Mercedes-Benz Citaro G
- Mercedes-Benz Citaro G CNG
- Mercedes-Benz Citaro K
- Setra S 415 NF
- Volvo 7700 Hybrid
- Iveco First FCLLI
- Hess SwissDiesel NUB

#### Schul- und Skibus
- Mercedes-Benz Citaro G
- Setra S 415 GT-HD
- Setra S 315 NF